# Raphidia ligurica
Raphidia ligurica är en halssländeart som först beskrevs av Willem Albarda 1891.
Raphidia ligurica ingår i släktet Raphidia och familjen ormhalssländor. Inga underarter finns listade i Catalogue of Life.